# Verrucaria turgida
Verrucaria turgida är en lavart som beskrevs av Servít. Verrucaria turgida ingår i släktet Verrucaria och familjen Verrucariaceae.   Inga underarter finns listade i Catalogue of Life.